# Contesto (programma televisivo)
Contesto è stata una trasmissione della RSI che è stata trasmessa dal 2008 al 2011 su RSI LA1 dal lunedì al venerdì alle 19.40. Si trattava di un faccia a faccia tra 2 ospiti per capire meglio l'attualità nazionale e regionale. Ogni trasmissione aveva come riferimento un fatto o un personaggio. Il suo predecessore era Buonasera.

## Tipi di dibattiti
Nelle 190 puntate andate in onda sino al 19 settembre 2009 gli argomenti trattati erano suddivisi come segue:
- Politica comunale (15)
- Politica cantonale (61)
- Politica nazionale (82)
- Politica internazionale (30)
- Economia (61)
- Consumi (25)
- Salute (25)
- Società (70)
- Cultura (9)
- Media (12)
- Giustizia (15)
- Traffico (10)
- Ambiente (13)
- Turismo (3)
- Sport (7)